# Phil Lord e Christopher Miller
Philip Anderson Lord, chiamato anche Phil (Miami, 12 luglio 1975), e
Christopher Robert Miller (Everett, 23 settembre 1975) sono due registi, sceneggiatori e produttori cinematografici statunitensi con un passato da animatori.
Sono principalmente conosciuti per aver diretto e realizzato i film Piovono polpette, The LEGO Movie, 21 Jump Street e il suo seguito, 22 Jump Street. Nel 2019 vinsero l'Oscar al miglior film d'animazione con Spider-Man - Un nuovo universo.

## Biografia

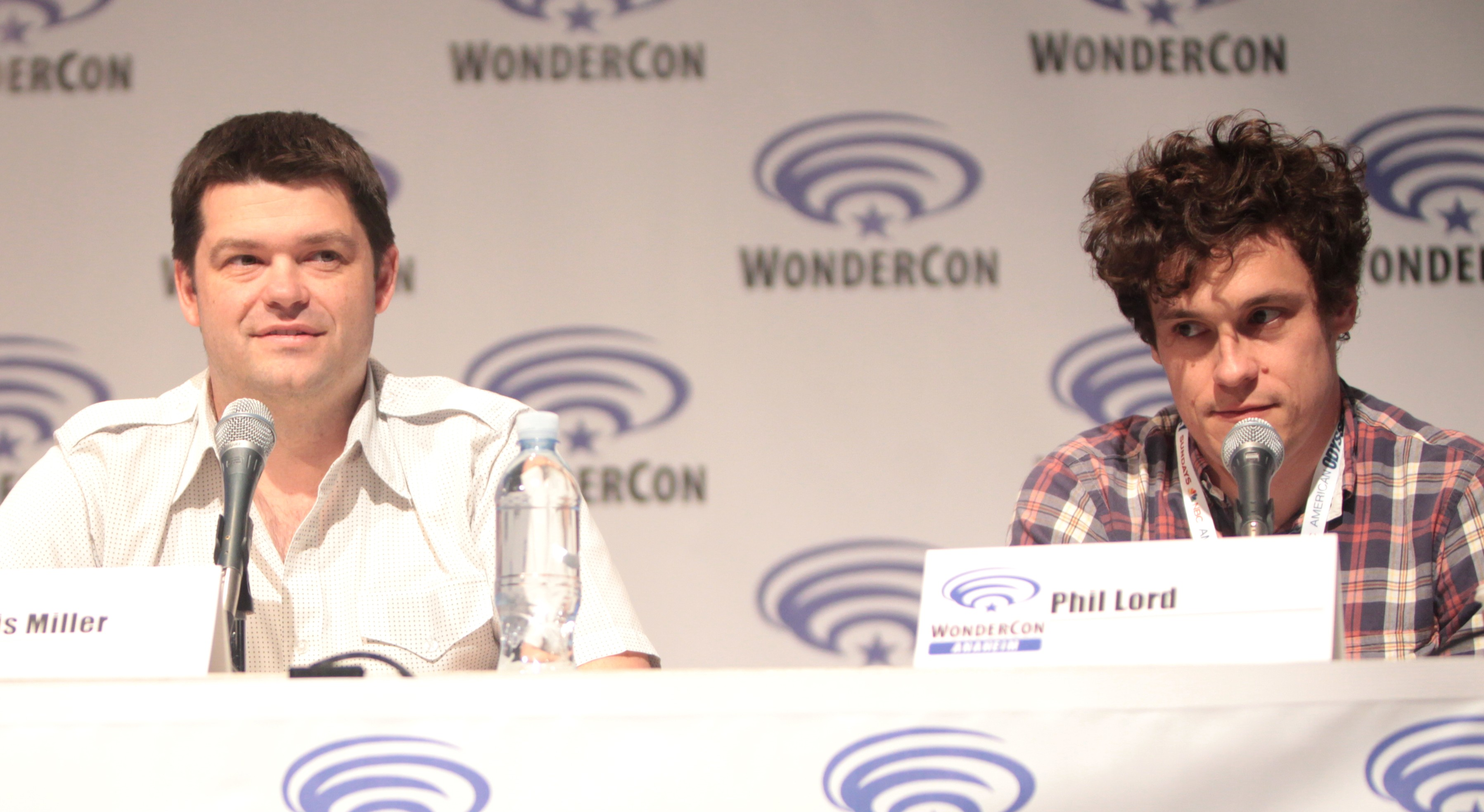
Christopher Miller & Phil Lord al Wonder-Con nel 2015.

Phil e Christopher si sono conosciuti quando, entrambi giovani studenti, frequentavano il Dartmouth College, dando vita ad un sodalizio artistico che li ha resi popolari per aver diretto film di successo come Piovono polpette e The LEGO Movie e la saga di Jump Street.
Nel 2015 i due hanno creato insieme a Will Forte la serie comica post-apocalittica The Last Man on Earth con lo stesso Forte come protagonista e di cui hanno girato i primi due episodi.
Tra il 2016 e il 2017 hanno prodotto il film d'animazione Cicogne in missione e i due spin-off di The LEGO Movie, LEGO Batman - Il film e LEGO Ninjago - Il film. Nel 2018 erano stati scelti per dirigere il film di Star Wars, Solo: A Star Wars Story, ma dopo alcune riprese sono stati sostituiti da Ron Howard e sono rimasti solo come produttori esecutivi.
Tra il 2018 e il 2019 hanno sceneggiato The LEGO Movie 2 - Una nuova avventura e Spider-Man - Un nuovo universo, che gli valse l'Oscar come miglior film d'animazione. Successivamente hanno ricevuto la nomination all'Oscar come miglior film d'animazione e hanno sceneggiato Spider-Man: Across the Spider-Verse.
Attualmente i due registi stanno lavorando su diversi progetti per il futuro sia per il grande, come Spider-Man: Beyond the Spider-Verse, che per il piccolo schermo.

## Filmografia

### Registi

#### Cinema
- Piovono polpette (Cloudy with a Chance of Meatballs) (2009)
- 21 Jump Street (2012)
- The LEGO Movie (2014)
- 22 Jump Street (2014)
- Solo: A Star Wars Story (2018) - non accreditati
- L'ultima missione: Project Hail Mary (Project Hail Mary) (2026)

#### Televisione
- Clone High – serie TV, 1x01-02,09,13. (2002–2003)
- Brooklyn Nine-Nine – serie TV, 1×01. (2013)
- The Last Man on Earth – serie TV, episodi 1x01-02. (2015)
- Afterparty (The Afterparty) – serie TV, 8 episodi (2022–2023) - solo Chris Miller

### Sceneggiatori

#### Cinema
- Piovono polpette (Cloudy with a Chance of Meatballs), regia di Phil Lord e Chris Miller (2009)
- Piovono polpette 2 - La rivincita degli avanzi (Cloudy with a Chance of Meatballs 2), regia di Cody Cameron (2013) - soggetto
- The LEGO Movie, regia di Phil Lord e Chris Miller (2014)
- Spider-Man - Un nuovo universo (Spider-Man: Into the Spider-Verse), regia di Peter Ramsey (2018) - solo Phil Lord
- The LEGO Movie 2 - Una nuova avventura (The Lego Movie 2: The Second Part), regia di Mike Mitchell (2019)
- Spider-Man: Across the Spider-Verse, regia di Kemp Powers (2023)

#### Televisione
- Zoe, Duncan, Jack & Jane – serie TV (1999)
- Clone High – serie TV (2002–2003)
- Extreme Movie – film TV (2008)
- How I Met Your Mother – serie TV, 2 episodi (2005)
- Brooklyn Nine-Nine – serie TV, 1 episodio (2013)
- The Last Man on Earth – serie TV, 2 episodi (2015)
- Afterparty (The Afterparty) – serie TV, 8 episodi (2022–2023) – solo Chris Miller

### Produttori

#### Cinema
- Piovono polpette 2 - La rivincita degli avanzi (Cloudy with a Chance of Meatballs 2), regia di Cody Cameron (2013) - produttori esecutivi
- 22 Jump Street, regia di Phil Lord e Christopher Miller (2014) - produttori esecutivi
- Cicogne in missione (Storks), regia di Nicholas Stoller (2016) - produttori esecutivi
- LEGO Batman - Il film (The Lego Batman Movie), regia di Chris McKay (2017)
- Brigsby Bear, regia di Dave McCary (2017)
- LEGO Ninjago - Il film (The LEGO Ninjago Movie), regia di Charlie Bean (2017)
- Solo: A Star Wars Story, regia di Ron Howard (2018) - produttori esecutivi
- Smallfoot - Il mio amico delle nevi (Smallfoot), regia di Karey Kirkpatrick (2018)
- Spider-Man - Un nuovo universo, regia di Bob Persichetti, Peter Ramsey, Rodney Rothman (2018)
- The LEGO Movie 2 - Una nuova avventura (The Lego Movie 2: The Second Part), regia di Mike Mitchell (2019)
- I Mitchell contro le macchine (The Mitchells vs. the Machines), regia di Michael Rianda e Jeff Rowe (2021)
- America: il film (America: The Motion Picture), regia di Matt Thompson (2021)
- Cocainorso (Cocaine Bear), regia di Elizabeth Banks (2023)
- Spider-Man: Across the Spider-Verse, regia di Kemp Powers (2023)
- Doggy Style - Quei bravi randagi (Strays), regia di Josh Greenbaum (2023)
- L'ultima missione: Project Hail Mary (Project Hail Mary), regia di Phil Lord e Christopher Miller  (2026)

#### Televisione
- Clone High – serie TV (2002–2003)
- Luis – serie TV (2003)
- Cracking Up – serie TV (2004–2006)
- How I Met Your Mother – serie TV (2005–2006)
- Brooklyn Nine-Nine – serie TV (2013–2021)
- The Last Man on Earth – serie TV (2015–2018)
- Son of Zorn – serie TV (2016–2017)
- Making History – serie TV (2017)
- Unikitty! – serie TV (2017–2020)
- Bless the Harts – serie TV (2019–2020)
- Hoops – serie TV (2020)
- Afterparty (The Afterparty) – serie TV, 8 episodi (2022–2023) – solo Chris Miller

### Attori

#### Cinema
- L'Impero colpisce ancora (The Empire Strikes Back), regia di Irvin Kershner (1980) – Solo Chris Miller, nella Special Edition del 1997

#### Televisione
- Caroline in the City – serie TV, 3 episodi (1998-2000)
- Clone High – serie TV (2002–2003)
- How I Met Your Mother – serie TV , 1 episodio (2007) – Solo Phil Lord

### Doppiatori
- Piovono polpette (Cloudy with a Chance of Meatballs) (2009)
- The LEGO Movie (2014) – Solo Chris Miller
- Spider-Man - Un nuovo universo (Spider-Man: Into the Spider-Verse), regia di Bob Persichetti (2018) – Solo Chris Miller
- The LEGO Movie 2 - Una nuova avventura (The Lego Movie 2: The Second Part), regia di Mike Mitchell (2019) – Solo Chris Miller
- Spider-Man: Across the Spider-Verse, regia di Joaquim Dos Santos, Kemp Powers e Justin K. Thompson (2023)

## Riconoscimenti
- Premio Oscar
  - 2019 – Miglior film d'animazione per Spider-Man - Un nuovo universo
  - 2021 – Candidatura al miglior film d'animazione per I Mitchell contro le macchine
  - 2024 – Candidatura al miglior film d'animazione per Spider-Man: Across the Spider-Verse

- Golden Globe
  - 2010 – Candidatura per il miglior film d'animazione per Piovono polpette
  - 2015 – Candidatura per il miglior film d'animazione per The LEGO Movie
  - 2019 – Miglior film d'animazione per Spider-Man - Un nuovo universo
  - 2024 – Miglior film d'animazione per Spider-Man: Across the Spider-Verse

- Premio BAFTA
  - 2015 – Miglior film d'animazione per The LEGO Movie
  - 2019 – Miglior film d'animazione per Spider-Man - Un nuovo universo
  - 2024 – Miglior film d'animazione per Spider-Man: Across the Spider-Verse

- Saturn Award
  - 2015 – Miglior film d'animazione per The LEGO Movie

- Satellite Award
  - 2009 – Candidatura al miglior film d'animazione o a tecnica mista per Piovono polpette
  - 2015 – Candidatura al miglior film d'animazione o a tecnica mista per The LEGO Movie
  - 2015 – Candidatura alla miglior sceneggiatura originale per The LEGO Movie